# Frasin (Suceava megye)
Frasin város Suceava megyében, Bukovinában, Romániában.

## Fekvése
A megye középső részén helyezkedik el, a Moldova folyó mentén. Gura Humoruluitól 7 km-re, Moldvahosszúmezőtől 25 km-re, a megyeszékhelytől, Szucsávától pedig 45 km-re található.

## Történelem
Városi rangot 2004-ben kapott.

## Népesség
A lakosság etnikai összetétele a 2002-es népszámlálási adatok alapján:
- Románok:  6411 98,14%
- Németek:  74 1,13%
- Romák:  40 0,61%
- Ukránok:  3 0,04%
- Magyarok:  2 0,03%
- Törökök:  1 0,01%
- Lengyelek:  1 0,01%

A lakosság 97,32%-a ortodox (6.357 lakos), 2,25%-a pedig római-katolikus (147 lakos) vallású.

## Látnivalók
- Voroneț-i kolostor, 7 km-re a várostól

## Gazdaság
Jelentősebb gazdasági ágazatok: mezőgazdaság, faipar, földgáz kitermelése, agroturizmus.